# Alessandro Andrei
Alessandro Andrei (Florence, 3 januari 1959) is een voormalige Italiaanse kogelstoter. Hij nam driemaal deel aan de Olympische Spelen en veroverde bij die gelegenheden eenmaal de gouden medaille.

## Loopbaan
Bij zijn eerste internationale wedstrijd, de Europese kampioenschappen voor junioren in 1977, behaalde hij een negende plaats bij het kogelstoten. In 1981 werd hij vierde bij de Europese indoorkampioenschappen met 19,34 m.
De beste prestatie van zijn sportcarrière leverde Alessandro Andrei in 1984 bij zijn olympisch debuut. Hij won een gouden medaille op de Olympische Spelen in Los Angeles door met een verste poging van 21,26 de Amerikanen Mike Carter (zilver) en Dave Laut (brons) te verslaan.
In 1987 was Andrei in de vorm van zijn leven. Hij verbeterde op één dag (12 augustus) driemaal het wereldrecord kogelstoten. Twee weken later op de wereldkampioenschappen in Rome stootte hij als de grote favoriet met 21,88 weliswaar verder dan ooit op een groot toernooi, maar moest hij desondanks genoegen nemen met een zilveren medaille achter de Zwitser Werner Günthör, die de wedstrijd won in 22,23.
Alessandro Andrei is getrouwd met kogelstootster Agnese Maffeis. Van beroep is hij politieman.

## Titels
- Olympisch kampioen kogelstoten - 1984
- Middellandse Zeespelen kampioen kogelstoten - 1991, 1997
- Italiaans kampioen kogelstoten - 1983, 1984, 1985, 1986, 1989, 1990, 1991, 1992
- Italiaans indoorkampioen kogelstoten - 1985, 1990, 1991, 1992

## Persoonlijk record
| Onderdeel   | Prestatie       | Datum            | Plaats    |
| ----------- | --------------- | ---------------- | --------- |
| kogelstoten | 22,91 m (ex-WR) | 12 augustus 1987 | Viareggio |

## Wereldrecords kogelstoten
| Afstand | Datum            | Plaats    |
| ------- | ---------------- | --------- |
| 22,91 m | 12 augustus 1987 | Viareggio |
| 22,84 m | 12 augustus 1987 | Viareggio |
| 22,72 m | 12 augustus 1987 | Viareggio |

## Palmares

### kogelstoten
- 1981:  Middellandse Zeespelen - 19,61 m
- 1983: 7e WK - 20,07 m
- 1984:  - EK indoor - 20,32 m
- 1984:  OS - 21,26 m
- 1985:  Universiade - 20,85 m
- 1985:  Europacup - 21,26 m
- 1985:  Wereldbeker - 21,14 m
- 1986: 4e EK - 20,73 m
- 1986:  Grand Prix - 21,20 m
- 1987:  Europacup - 21,46 m
- 1987:  WK - 21,88 m
- 1988: 7e OS - 20,36 m
- 1989: 7e WK indoor - 19,77 m
- 1989:  Europacup - 20,03 m
- 1991: 14e WK indoor - 18,29 m
- 1991:  Europacup - 19,16 m
- 1991:  Middellandse Zeespelen - 19,38 m
- 1991: 11e WK - 18,73 m
- 1992:  Grand Prix - 20,14 m
- 1992: 11e OS - 19,62 m
- 1993:  Middellandse Zeespelen - 19,37 m
- 1997:  Middellandse Zeespelen - 19,54 m